# Pitcairnia crassa
Pitcairnia crassa är en gräsväxtart som beskrevs av Lyman Bradford Smith. Pitcairnia crassa ingår i släktet Pitcairnia och familjen Bromeliaceae. Inga underarter finns listade i Catalogue of Life.